# Sonder- und Ehrenhaft
Nella Germania nazista, Sonder- und Ehrenhaft ("detenzione speciale o onorevole") fu lo status amministrativo assegnato a prigionieri politici particolarmente importanti, ad esempio i leader politici dei paesi occupati e i membri dell'élite tedesca caduti in disgrazia. A causa del loro peso o del loro precedente status sociale, venivano trattati insolitamente bene e quasi tutti sopravvissero alla guerra.

## Classificazione
Il regime nazista classificò i prigionieri politici in numerose categorie, tra cui:
- Erziehungshäftlinge, "detenuti educativi";
- Vorbeugehäftlinge, "detenuti preventivi";
- Protektoratshäftlinge, "detenuti del protettorato";
- Sonderhäftlinge ed Ehrenhäftlinge, "detenuti speciali" e "detenuti d'onore".[1]

In quest'ultima categoria rientravano anche i "prigionieri personali del Führer", cioè gli oppositori del regime troppo importanti per essere uccisi, o persone come Georg Elser, l'assassino fallito di Hitler, inizialmente tenuto in vita con l'intenzione di metterlo sotto processo dopo la guerra.

## Prigioni
Il SS-Reichssicherheitshauptamt, guidato da Heinrich Himmler, si occupava della detenzione del Sonder- und Ehrenhäftlinge. Costruì appositi centri di detenzione dentro o vicino a vari campi di concentramento. La maggior parte di queste strutture fu molto più confortevole delle normali baracche.
Con il progredire della guerra, le SS requisirono sempre più alberghi, castelli e palazzi per adibirli a centri di detenzione. Tra questi:
- Schloss Hirschberg, vicino a Weilheim, la pensione dell'Auswärtiges Amt.
- Rheinhotel Dreesen, a Bonn- Bad Godesberg dopo l'aprile 1944.
- Hotel Ifen, un albergo di montagna nella Kleinwalsertal, in Austria.
- Hotel Forelle, un hotel di lusso in Tirolo, Austria.
- Schloss Itter, un palazzo in Tirolo.

Furono progettati diversi altri centri di detenzione per prigionieri di alto livello. Albert Speer fu incaricato di ricostruire a questo scopo il castello di Schwarzburg nella Schwarzatal, in Turingia, ma alla fine il progetto fu abbandonato. Ispirati dalla prigione statunitense di Alcatraz, gli ufficiali delle SS hanno cercato sulla costa del Mar Baltico un luogo adatto per una prigione sull'isola. Nel 1942 le SS decisero di utilizzare a tale scopo le isole Pakri vicino a Baltischport (ora Paldiski in Estonia), ma la sconfitta tedesca a Stalingrado invalidò l'idea e il progetto fu abbandonato.

## Condizioni
Le condizioni in cui erano detenuti i Sonder- und Ehrenhäftlinge variavano da comode a lussuose, a seconda del loro status. I prigionieri non dovevano lavorare, potevano indossare abiti civili e mangiare lo stesso cibo delle guardie. Dopo la guerra Ernst Kaltenbrunner testimoniò al processo di Norimberga che i detenuti di spicco in luoghi come l'Hotel Ifen o Bad Godesberg ricevevano "una tripla razione diplomatica, vale a dire nove volte quella di un tedesco comune durante la guerra, così come una bottiglia di Sekt ogni giorno."
Molti potevano ricevere visite dei familiari o vivere con i coniugi, e ad alcuni prigionieri di rango più alto, come il re Leopoldo III del Belgio, fu concesso un piccolo seguito di servi e cortigiani. Normalmente dovevano pagare, però, il costo della loro detenzione. Ad esempio, a Kurt Schuschnigg, i cui beni i nazisti avevano confiscato, fu presentato addirittura il conto per il suo trasferimento a Sachsenhausen.

## Prigionieri di spicco
Quello che segue è un elenco incompleto di Sonder- und Ehrenhäftlinge particolarmente importanti. Se non diversamente specificato, le persone elencate sopravvissero alla detenzione.
- Léon Blum, ex primo ministro francese, detenuto con sua moglie nel campo di concentramento di Buchenwald.
- Yakov Dzhugashvili, figlio del leader sovietico Joseph Stalin; morì a Sachsenhausen nel 1943.
- Georg Elser, ideatore del tentativo di assassinare Hitler. Detenuto a Sachsenhausen, fu fucilato il 9 aprile 1945.
- Philippe Pétain, leader della Francia di Vichy, fu detenuto a Schloss Sigmaringen dopo il settembre 1944, nominalmente come capo del governo francese in esilio.
- André François-Poncet, diplomatico francese, detenuto all'Hotel Ifen.
- Geneviève de Gaulle-Anthonioz, nipote di Charles de Gaulle, detenuta a Ravensbrück.
- La principessa Mafalda di Savoia, figlia del re Vittorio Emanuele III d'Italia, detenuta a Buchenwald e uccisa nel 1944 in un raid aereo alleato.
- Miklós Horthy, reggente del Regno d'Ungheria, arrestato nel 1944 per mancata collaborazione con la Germania nazista e detenuto a Schloss Hirschberg.
- Leopoldo III, re del Belgio, detenuto prima al castello reale di Laeken, poi a Hirschstein in Sassonia dal giugno 1944 al marzo 1945, e poi a Strobl, in Austria.
- Benito Mussolini, ex leader fascista d'Italia, fu detenuto per poco tempo a Schloss Hirschberg dopo essere stato salvato nel raid del Gran Sasso e prima di essere riportato in Italia per guidare uno stato fantoccio tedesco.
- Martin Niemöller, noto teologo tedesco antinazista e pastore luterano, detenuto prima a Sachsenhausen e poi a Dachau.
- Francesco Saverio Nitti, ex presidente del Consiglio italiano, detenuto all'Hotel Ifen.
- La famiglia del principe ereditario di Baviera Rupprecht von Bayern.
- Albert Sarraut, ex primo ministro francese, detenuto all'Hotel Ifen.
- Kurt Schuschnigg, ex cancelliere austriaco, detenuto a Sachsenhausen dove moglie e figli lo raggiunsero volontariamente.
- Yaroslav Stetsko, membro dell'Organizzazione dei nazionalisti ucraini. Rifiutò la richiesta tedesca di ritirare la proclamazione dello stato ucraino del 30 giugno 1941 a Leopoli, in cui dichiarò che il nuovo stato ucraino avrebbe "cooperato strettamente con la Germania". Per non danneggiare le relazioni tedesco-ucraine, accettò di essere preso in custodia. Il 9 luglio fu portato a Berlino e poi rilasciato il 12 luglio, ma gli fu ordinato di rimanere a Leopoli.[2]